# Wahlbezirk Österreich unter der Enns 13
Der Wahlbezirk Österreich unter der Enns 13 war ein Wahlkreis für die Wahlen zum Abgeordnetenhaus im österreichischen Kronland Österreich unter der Enns. Der Wahlbezirk wurde 1907 mit der Einführung der Reichsratswahlordnung geschaffen und bestand bis zum Zusammenbruch der Habsburgermonarchie.

## Geschichte
Nachdem der Reichsrat im Herbst 1906 das allgemeine, gleiche, geheime und direkte Männerwahlrecht beschlossen hatte, wurde mit 26. Jänner 1907 die große Wahlrechtsreform durch Sanktionierung von Kaiser Franz Joseph I. gültig. Mit der neuen Reichsratswahlordnung schuf man insgesamt 516 Wahlbezirke, wobei mit Ausnahme Galiziens in jedem Wahlbezirk ein Abgeordneter im Zuge der Reichsratswahl gewählt wurde. Der Abgeordnete musste sich dabei im ersten Wahlgang oder in einer Stichwahl mit absoluter Mehrheit durchsetzen. Der Wahlkreis Österreich unter der Enns 13 umfasste jenen Teil des 6. Wiener Gemeindebezirk Mariahilf, der nördlich der Linie Gumpendorfer Straße, Hirschengasse, Liniengasse, Wallgasse, Gumpendorfer Straße liegt.
Aus der Reichsratswahl 1907 ging Robert Pattai (Christlichsoziale Partei) im ersten Wahlgang als Sieger hervor. Bei der Reichsratswahl 1911 setzte sich der Sozialdemokrat Karl Leuthner durch.

## Wahlergebnisse

### Reichsratswahl 1907
Die Reichsratswahl 1907 wurde am 14. Mai 1907 (erster Wahlgang) durchgeführt. Die Stichwahl entfiel auf Grund der absoluten Mehrheit von Robert Pattai im ersten Wahlgang.
| Kandidat                                                                     | Partei                                   | Wahlkreis- stimmen | Stimmen- anteil |
| ---------------------------------------------------------------------------- | ---------------------------------------- | ------------------ | --------------- |
| Robert Pattai                                                                | Christlichsoziale Partei                 | 2742               | 52,4 %          |
| Johann Smitka                                                                | Sozialdemokratische Arbeiterpartei       | 1354               | 25,9 %          |
| Josef Stein                                                                  | deutsch-fortschrittlicher Kandidat       | 753                | 14,4 %          |
| Kornke                                                                       | deutsch-nationaler/alldeutscher Kandidat | 136                | 2,6 %           |
|                                                                              | tschechischer Kandidat                   | 102                | 2,0 %           |
| Sonstige                                                                     |                                          | 142                | 2,7 %           |
| Wahlberechtigte: 5947, Ungültige/Leere Stimmen: 195, Wahlbeteiligung: 91,2 % |                                          |                    |                 |

### Reichsratswahl 1911
Die Reichsratswahl 1911 wurde am 13. Juni 1911 (erster Wahlgang) sowie am 20. Juni 1911 (Stichwahl) durchgeführt.

#### Erster Wahlgang
| Kandidat                                                                     | Partei                                           | Wahlkreis- stimmen | Stimmen- anteil |
| ---------------------------------------------------------------------------- | ------------------------------------------------ | ------------------ | --------------- |
| Robert Pattai                                                                | Christlichsoziale Partei                         | 1991               | 38,9 %          |
| Karl Leuthner                                                                | Sozialdemokratische Arbeiterpartei               | 1571               | 30,7 %          |
| Leopold Engelhart                                                            | Kandidat des gewerblichen Zentralwahlausschusses | 1163               | 22,7 %          |
| Emil Polesovsky                                                              | tschechisch-nationaler Kandidat                  | 139                | 2,7 %           |
| Hermann Winneburg                                                            | deutsch-nationaler Kandidat                      | 98                 | 1,9 %           |
| Sonstige                                                                     |                                                  | 157                | 3,1 %           |
| Wahlberechtigte: 5958, Ungültige/Leere Stimmen: 238, Wahlbeteiligung: 89,9 % |                                                  |                    |                 |

#### Stichwahl
| Kandidat                                                               | Partei                             | Wahlkreis- stimmen | Stimmen- anteil |
| ---------------------------------------------------------------------- | ---------------------------------- | ------------------ | --------------- |
| Karl Leuthner                                                          | Sozialdemokratische Arbeiterpartei | 2718               | 53,6 %          |
| Robert Pattai                                                          | Christlichsoziale Partei           | 2354               | 46,4 %          |
| Wahlberechtigte: 5958, Ungültige Stimmen: 264, Wahlbeteiligung: 89,6 % |                                    |                    |                 |